# Nematanthus australis
Nematanthus australis är en tvåhjärtbladig växtart som beskrevs av Chautems. Nematanthus australis ingår i släktet Nematanthus och familjen Gesneriaceae. Inga underarter finns listade i Catalogue of Life.